# ساراجیق
ساراجیق (ترکی آذربایجانی: Saracıq) یک منطقهٔ مسکونی در جمهوری آرتساخ است که در استان هادروت واقع شده‌است.